# Puropoko
Puropoko ist eine Kalksteinhöhle im osttimoresischen Suco Muapitine (Verwaltungsamt Lospalos, Gemeinde Lautém). Die Höhle liegt 6,5 Kilometer entfernt vom Ira Lalaro, dem größten See des Landes.
In der Höhle herrscht eine Lufttemperatur von 32 °C. In ihr fließt ein Bach, in dessen Bett zahlreiche Egel leben. Auch eine große Fledermauskolonie findet sich hier und Schlangen, die die Fledermäuse jagen. Von deren Exkrementen lebt eine große Anzahl von Schaben. Hier fand man erstmals die 2019 beschriebene endemische Geißelspinnenart Sarax timorensis.
Puropoko ist bisher bis zu einem Felsblock untersucht, der den weiteren Weg versperrt. 153 Meter dem Bachlauf folgend sind kartographiert. Eine weitere Untersuchung verhinderte auch ein hoher Gehalt von Kohlendioxid in der Luft. Der Bach fließt unterirdisch in Richtung des Ira Lalaro.